# پروتون پوترا

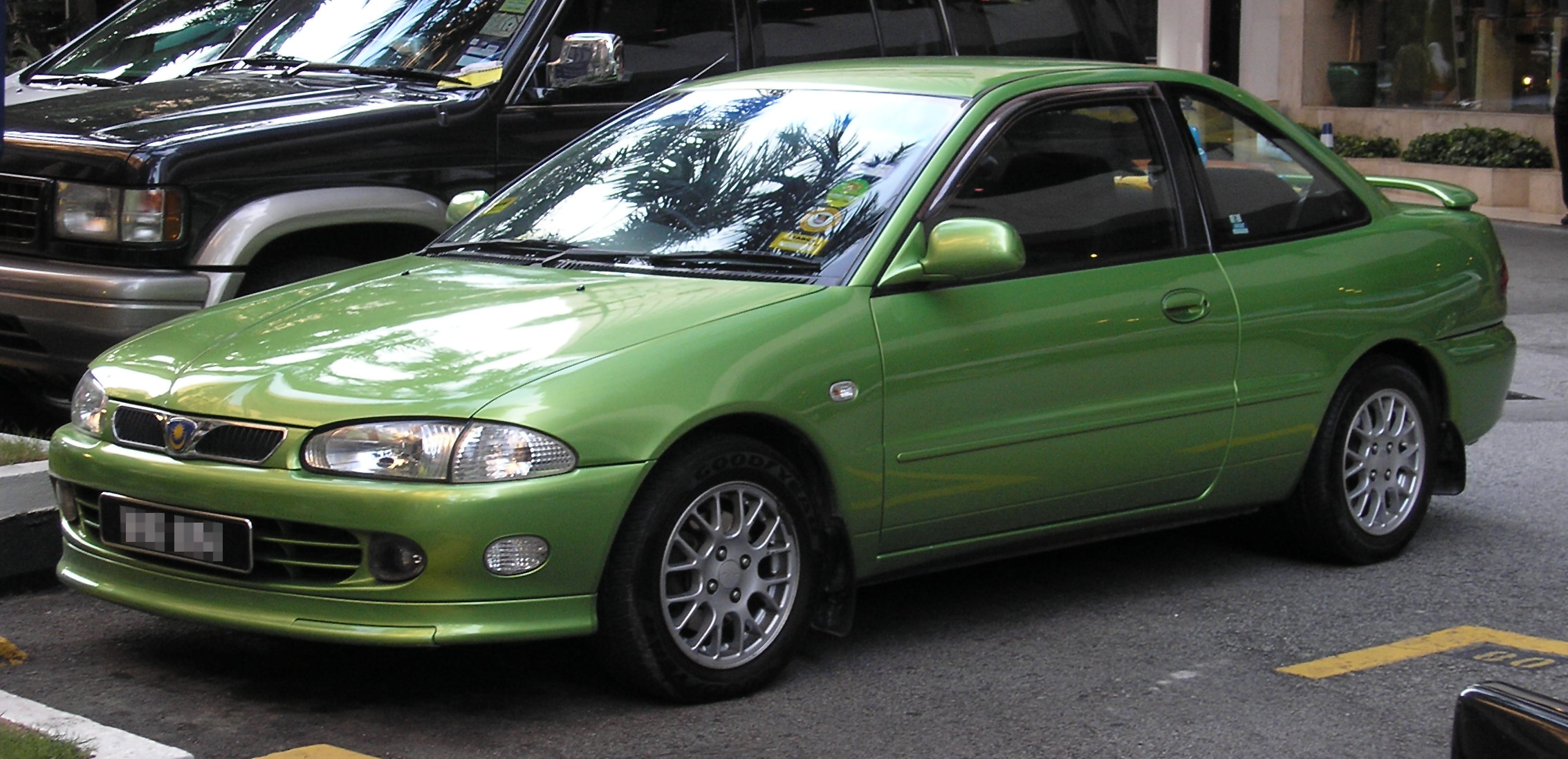

پروتون پوترا (Proton Putra) خودرویی است که در سال‌های ۱۹۹۵–۲۰۰۰تولید شده‌است. طراحی آن خودروهای موتور جلو-محور جلو بوده است. 